# سكر مر (فلم)
سكر مُر هو فيلم دارمي-رومانسي مصري، من إخراج هاني خليفة ومحمد أبو جريو وتأليف محمد عبد المعطي. الفيلم من بطولة أحمد الفيشاوي وهيثم أحمد زكي وأيتن عامر وشيرين عادل وناهد السباعي وأمينة خليل ونبيل عيسى وكريم فهمي وعمر السعيد وسارة شاهين وفاطمة ناصر وعارفة عبد الرسول ودينا وشاحي.

تدور الاحداث حول قصة خمسة رجال وخمس سيدات تربطهم علاقات عاطفية وشخصية، ومدى تأثرهم بالظروف والتحولات التي يمر بها المجتمع في الفترة الأخيرة، وكيف تتغير الشخصيات من النقيض إلى النقيض بشكل غير متوقع بسبب ما يتعرضوا له من أحداث وصدمات في حياتهم.

حل كريم فهمي بدلًا من محمد فراج، الذي اعتذر عن العمل نتيجة ارتباطه بتصوير فيلم قط وفار. كما أنه العمل المشترك الأول بين هيثم أحمد زكي وأحمد الفيشاوي. صدر الفيلم في 16 يوليو 2015 في مصر، وحقق ردود فعل جيدة، وحقق أكثر من 2,5 مليون جنيه مصري.

## ملخص القصة
خمسه رجال وخمس سيدات تربطهم علاقات عاطفيه وشخصيه، ومدي تاثرهم بالظروف والتحولات التي يمر بها المجتمع في الفترة الاخيره، شخصيات كثيره قد تتغير من النقيض الي النقيض بشكل غير متوقع بسبب احداث معينه قد يمرون بها، والبعض الآخر لا يتغير مهما مر بظروف قد تكسره، هناك علاقات تبدو مثاليه من الخارج، ولكن هذه المثالية قد تكون السبب في عدم اكتمالها، واخري قد تبدو لك من الخارج مستحيله، ولكنها تستمر لأسباب غير معقوله.

## طاقم العمل
- أحمد الفيشاوي بدور سليم
- هيثم أحمد زكي بدور حسام
- أيتن عامر بدور عاليا
- شيرين عادل بدور ملك
- ناهد السباعي بدور مريم
- أمينة خليل بدور نازلي
- نبيل عيسى بدور مروان عيسى
- كريم فهمي بدور علي بسيوني
- عمر السعيد  بدور نبيل
- سارة شاهين بدور شيري عزام
- فاطمة ناصر بدور هانيا
- عارفة عبد الرسول بدور والدة مريم
- دينا وشاحي بدور دينا

## العرض الخاص بالفيلم
قام أبطال الفيلم بالاحتفال بفيلم «سكر مُر» مساء 17 يوليو 2015 بـالعرض الخاص للعمل، وذلك بسينما جولدن ستارز بمول سيتي ستارز. حضر العرض من صناع الفيلم، مخرجه هاني خليفة وأبطال العمل عمر السعيد وسارة شاهين وكريم فهمي ونبيل عيسى وشيري عادل وأيتن عامر، التي حضرت برفقة زوجها مدير التصوير محمد عز العرب. كما حرص على حضور العرض وتهنئة صناع الفيلم عدد من نجوم الفن، من بينهم عمرو واكد، الذي سجل أمس الظهور الإعلامي الأول له بعد فترة طويلة من الغياب، وفاطمة ناصر وهشام ماجد وهنا شيحة ورامز أمير وهند رضا.

## الصدور
قررت شركة نيوسينشري الموزِّعة لفيلم «سكر مُر» طرح العمل في دور العرض السينمائية خلال موسم عيد الفطر 2015 بعدد نسخ يصل إلى خمسين نسخة.

## الفيديو الدعائي للفيلم
طرحت شركة مانز بيكتشرز الإعلان الرسمي لفيلمها الجديد «سكر مُر»، الذي تستعد للمنافسة به على إيرادات موسم عيد الفطر المقبل. وكشف التريلر، الذي وصلت مدته لدقيقتين، عن علاقات عاطفية متشابكة بين الأبطال الرئيسيين للفيلم، مما يدفع للذاكرة التجربة الروائية الأولى لمخرج الفيلم "سهر الليالي"، والذي عالج فيه هاني خليفة أيضًا العلاقات العاطفية بين مجموعة من الأصدقاء.

## الموسيقى التصويرية
قام المؤلف الموسيقي مصطفى الحلواني من تأليف الموسيقى التصويرية لفيلم «سكر مُر»، والذي تطلقه شركة الإنتاج مانز بيكتشرز "Manz Pictures" بدور العرض في عيد الفطر المقبل.

## مواقع التصوير
- القاهرة، جمهورية مصر العربية
- طريق القاهرة/الإسكندرية الصحراوي
- كباريه بشارع الهرم، القاهرة، مصر

## روابط خارجية
- سكر مر على موقع قاعدة بيانات الأفلام العربية